# Янош Кішмоні
Янош Кішмоні (угор. János Kismoni; нар. 12 січня 1969) — угорський борець греко-римського стилю, срібний призер чемпіонату світу, срібний призер Кубку світу.

## Життєпис
Боротьбою почав займатися з 1976 року.
Виступав за спортивний клуб «Vasas Goldplast» Будапешт. Тренер — Жене Боді.

## Спортивні результати на міжнародних змаганнях

### Виступи на Чемпіонатах світу
| Змагання                        | Збірна   | Вагова категорія                 | Місце  |
| ------------------------------- | -------- | -------------------------------- | ------ |
| Чемпіонат світу з боротьби 1998 | Угорщина | греко-римська боротьба, до 85 кг | Срібло |
| Чемпіонат світу з боротьби 1999 | Угорщина | греко-римська боротьба, до 85 кг | 16     |

### Виступи на Чемпіонатах Європи
| Змагання                         | Збірна   | Вагова категорія                 | Місце |
| -------------------------------- | -------- | -------------------------------- | ----- |
| Чемпіонат Європи з боротьби 1995 | Угорщина | греко-римська боротьба, до 74 кг | 12    |
| Чемпіонат Європи з боротьби 1998 | Угорщина | греко-римська боротьба, до 85 кг | 10    |
| Чемпіонат Європи з боротьби 2000 | Угорщина | греко-римська боротьба, до 85 кг | 9     |

### Виступи на Кубках світу
| Змагання                    | Збірна   | Вагова категорія                 | Місце  |
| --------------------------- | -------- | -------------------------------- | ------ |
| Кубок світу з боротьби 1993 | Угорщина | греко-римська боротьба, до 82 кг | 4      |
| Кубок світу з боротьби 1994 | Угорщина | греко-римська боротьба, до 74 кг | Срібло |

### Виступи на інших змаганнях
| Змагання                           | Збірна   | Вагова категорія                 | Місце |
| ---------------------------------- | -------- | -------------------------------- | ----- |
| Гран-прі Німеччини з боротьби 1992 | Угорщина | греко-римська боротьба, до 74 кг | 11    |

### Виступи на змаганнях молодших вікових груп
| Змагання                                       | Збірна   | Вагова категорія                 | Місце |
| ---------------------------------------------- | -------- | -------------------------------- | ----- |
| Чемпіонат світу з боротьби серед юніорів 1986  | Угорщина | вільна боротьба, до 75 кг        | 12    |
| Чемпіонат Європи з боротьби серед юніорів 1987 | Угорщина | греко-римська боротьба, до 74 кг | 7     |
| Чемпіонат Європи з боротьби серед молоді 1988  | Угорщина | греко-римська боротьба, до 74 кг | 7     |